# Werner Franz
Werner Franz (Villaco, 8 marzo 1972) è un allenatore di sci alpino ed ex sciatore alpino austriaco.
Specialista delle prove veloci, fu uno dei componenti della forte squadra austriaca che dominò la Coppa del Mondo sia negli anni 1990 sia nei primi anni del decennio successivo, pur non riuscendo a eguagliare in vittorie compagni di squadra come Hermann Maier e Stephan Eberharter.

## Biografia

### Carriera sciistica

#### Stagioni 1990-1999
Originario di Weißbriach di Gitschtal, Franz debuttò in campo internazionale in occasione dei Mondiali juniores di Zinal 1990 e ottenne il primo piazzamento di rilievo in Coppa del Mondo il 14 marzo 1992 ad Aspen, arrivando 20º in discesa libera. Nella stessa stagione in Coppa Europa vinse la classifica di discesa libera e si piazzò 3º in quella generale.
Ottenne il primo podio in Coppa del Mondo il 17 dicembre 1993 nella discesa libera della Val Gardena (2º) ed esordì ai Campionati mondiali a Sestriere 1997, dove non concluse la discesa libera. Due anni dopo, nella rassegna iridata di Vail/Beaver Creek 1999, ottenne il 6º posto nella discesa libera.

#### Stagioni 2000-2007
Conquistò la prima vittoria in Coppa del Mondo il 13 febbraio 2000 a Sankt Anton am Arlberg in supergigante e a fine stagione risultò 2º nella classifica della Coppa del Mondo di quella specialità, staccato di 169 punti dal vincitore Hermann Maier. Ai Mondiali di Sant Anton am Arlberg 2001 si piazzò 8º nella discesa libera e 6º nel supergigante.
Ottenne la seconda e ultima vittoria in Coppa del Mondo, nonché ultimo podio, nella discesa libera disputata l'11 dicembre 2004 a Val-d'Isère; nella stessa stagione prese parte ai suoi ultimi Mondiali, Bormio/Santa Caterina Valfurva 2005, classificandosi 28º nella discesa libera. Si congedò dal Circo bianco in occasione della discesa libera di Coppa del Mondo disputata il 25 novembre 2006 a Lake Louise, che chiuse al 33º posto.

### Carriera da allenatore
Dopo il ritiro è divenuto allenatore nei quadri della Federazione sciistica dell'Austria.

## Palmarès

### Coppa del Mondo
- Miglior piazzamento in classifica generale: 9º nel 2000
- Vincitore della classifica di combinata nel 1998[1]
- 19 podi (13 in discesa libera, 4 in supergigante, 2 in combinata):
  - 2 vittorie (1 discesa libera, 1 in supergigante)
  - 9 secondi posti
  - 8 terzi posti

#### Coppa del Mondo - vittorie
| Data             | Località               | Paese   | Specialità |
| ---------------- | ---------------------- | ------- | ---------- |
| 13 febbraio 2000 | Sankt Anton am Arlberg | Austria | SG         |
| 11 dicembre 2004 | Val-d'Isère            | Francia | DH         |

Legenda:

DH = discesa libera

SG = supergigante

### Coppa Europa
- Miglior piazzamento in classifica generale: 3º nel 1992
- Vincitore della classifica di discesa libera nel 1992

### Campionati austriaci
- 3 medaglie[2]:
  - 1 argento (discesa libera nel 1996)
  - 2 bronzi (supergigante nel 1998; discesa libera nel 1999)

### Campionati austriaci juniores
- 2 medaglie[2]:
  - 2 ori (discesa libera nel 1990; discesa libera nel 1991)